# Glock 20
Pour les articles homonymes, voir Glock (homonymie).
Le Glock 20 est un pistolet semi-automatique conçu et fabriqué depuis 1991 par l'entreprise autrichienne d'armement Glock pour les forces militaires et les services de police. C'est l'équivalent du Glock 17, en version renforcée pour le calibre 10 mm Auto.

## Évolution
Tous les modèles G20 vendus à partir de 1998 possèdent une carcasse équipé d'un rail pour accessoires moulé et présentant une poignée anatomique. Il existe de même un modèle à canon équipé d'un compensateur, le G20C, depuis 1997. En 2010, apparaissait le G20SF de nouvelle génération (G20 Short Frame) muni d'une carcasse amincie.

## Variantes
En plus des modèles 20C et G20SF, le Glock 20 a donné naissance à une version subcompacte : le Glock 29.

## Diffusion
C'est une arme de police, utilisée, dans ce cadre, uniquement par : 
- l'Australie, par le Groupe d'intervention (Special Operation Group) de la police de l’État de Victoria ;
- les États-Unis, où il figure sur la liste des armes de service autorisés aux officiers et enquêteurs de  quelques polices municipales américaines (dont le Austin PD, au Texas, bien que remplacé par des Smith & Wesson M&P40 depuis 2011) ; mais dans les Glock de gros calibre, le Glock 21 est plus courant au sein de la Police américaine car tirant du .45 ACP ;
- le Danemark, où il est en usage dans la Patrouille Sirius de l'Armée danoise, stationnée au Groenland.

Son débouché commercial principal fut donc le marché nord-américain de la défense personnelle et du tir sportif. Ainsi, dans son calibre, le Glock 20 et ses dérivés n'ont que de rares concurrents aux États-Unis dont les modèles suivants (dont la fabrication est souvent abandonnée depuis les années 2000 à l'exception des Tanfloglio) :
- Bren Ten,
- Colt Delta Elite,
- Auto-Ordnance M1911A1 et d'autres clones US du Colt M1911
- Smith & Wesson 1006/1066/1076,
- Tanfoglio TA 95,
- et Tanfoglio Force.

## Dans la culture populaire
Le Glock 20 est très rare dans la fiction mais il est visible dans Faster et dans la saison 4 de 24 heures chrono.
Les passionnés de jeux vidéo peuvent le choisir dans les dernières versions de Half-Life.

## Sources
Cette notice est issue de la lecture des revues spécialisées et monographies de langue française suivantes :
- Cibles (Fr)
- AMI/ArMI/Fire (Be)
- Gazette des armes (Fr)
- Action Guns (Fr)
- Raids (Fr)
- R. Caranta, Pistolets et Revolvers d'aujourd'hui, Crépin-Leblond, 5 tomes, 1998-2009.* R. Caranta, Glock. Un Monde technologique nouveau, Crépin-Leblond, 2005.
- J. Huon, Encyclopédie de l'armement mondial, tome 2, Grancher, 2012.